# Kristina Vogel
Kristina Vogel (født 10. november 1990) er en tysk tidligere cykelrytter, som især havde succes som banerytter.

## Karriere
Vogel blev født i Kirgisistan, men hendes forældre flyttede til Tyskland, da hun var et halvt år gammel.
Som junior var hun et kæmpetalent, og hun vandt hele seks junior-VM-titler i 2007 og 2008. Hun blev imidlertid sat tilbage karrieremæssigt, da hun under træning kolliderede med en minibus i april 2009, hvilket medførte en række alvorlige skader, som betød, at hun blev lagt i kunstig koma en periode, mens hun kom sig. Hun kom sig dog så meget, at hun kunne deltage i VM i banecykling 2010, hvor hun dog ikke vandt medaljer. Men i 2012 vandt hun sammen med Miriam Welte VM i holdsprint.
Hun repræsenterede Tyskland ved OL 2012 i London, hvor hun deltog i tre discipliner. Først stillede hun op i holdsprint (nyt på OL-programmet) sammen med Miriam Welte. Parret kørte i kvalifikationen mod kineserne Gong Jinjie og Guo Shuang, der vandt i ny verdensrekordtid, men de to tyskeres tid var ikke ret meget dårligere, så de kvalificerede sig til første runde i tredjebedste tid. Her besejrede de det franske hold og satte igen tredjebedste tid, hvilket egentlig kvalificerede dem til kampen om bronzemedaljerne. Men det britiske hold med en bedre tid blev diskvalificeret, hvorpå tyskerne gik i finalen, hvor de igen kom op mod Gong og Guo. Kineserne var nok engang hurtigst i finalen, men også de blev efterfølgende diskvalificeret og måtte nøjes med sølv, mens Vogel og Welte fik guldmedaljerne. Dagen efter var hun med i keirin, hvor hun endte på ottendepladsen, mens hun nogle dage senere i individuel sprint i semifinalen tabte til den senere sølvvinder, Vicki Pendleton fra Storbritannien, hvorpå hun i kampen om bronze tabte til Guo Shuang og dermed blev nummer fire.
Ved OL 2016 deltog hun i de samme tre discipliner, og her kørte hun igen holdsprint sammen med Miriam Welte. De fik tredjebedste tid i kvalifikationen og vandt derpå i første runde over Frankrig i fjerdebedste tid, hvilket betød deltagelse i kampen om tredjepladsen, hvor de mødte Australien. Her vandt tyskerne bronze med et forspring på blot 22 hundredele af et sekund, mens Kina vandt guld foran Rusland. I keirin blev hun nummer seks, mens hun i den individuelle sprintkonkurrence ikke havde problemer med at kvalificere sig til kvartfinalen. Her besejrede hun Sarah Lee fra Hong Kong 2-0, mens hun i semifinalen vandt ligeledes 2-0 over briten Katy Marchant. I finalen vandt hun to tætte heats mod en anden brite, Becky James, skønt hun i det afgørende heat havde det uheld, at hendes sadel lige inden afslutningen faldt af cyklen.
Vogel var meget dominerende i 2010'erne og vandt i perioden fra 2011 til 2018 11 verdensmesterskaber, hvilket gør hende til en af de mest succesfulde banesprintere gennem tiderne.

## Ulykken i 2018 og senere karriere
På toppen af hendes karriere i 2018 kom Vogel igen ud for en træningsulykke, hvor hun på banen i Cottbus med fuld fart kørte ind i en anden rytter. Ulykken kostede hende igen en periode i kunstig koma og en række operationer, men resultatet blev, at hun blev lammet fra brystet og ned og dermed måtte indstille karrieren. I dag har Vogel det godt og følger fortsat med i cykelsporten. I 2019 gik hun ind i politik idet hun stillede op for partiet CDU til kommunalvalget i Erfurt. Hun var, mens hun var aktiv cykelrytter, politibetjent på deltid og er stadig tilknyttet politiet. Derudover holder hun oplæg om motivation for forskellige grupper af mennesker.